# Taxa de fecunditat

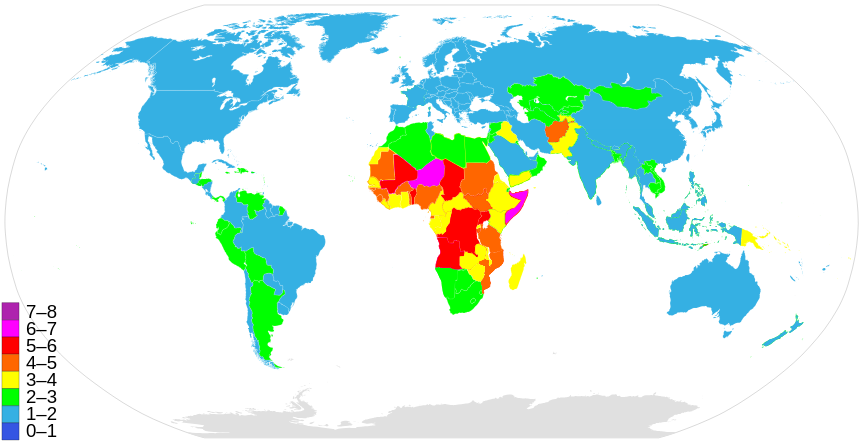
Taxes de fecunditat dels Estats del món

La taxa de fecunditat (també coneguda com a taxa de fertilitat o índex sintètic de fecunditat) és una estadística demogràfica que indica el terme mitjà de fills que una dona tindria si visqués fins a la fi de la seva edat reproductiva i tingués fills d'acord a la taxa de fertilitat per a cada grup d'edat. Aquesta estadística és un mesurament del nivell de fertilitat més directe que no pas la taxa de natalitat, ja que indica els fills per dona. A més, la taxa de fecunditat ens mostra el potencial de canvi que té una població.
Una taxa de fecunditat de dos fills per dona és considerada, teòricament, com a  taxa de reemplaçament poblacional, ja que permet estabilitat en la població total d'una regió o país. Una taxa de fecunditat superior a 2,0 indica que la població creix, i que la mediana d'edat disminueix. Una taxa superior a 2,0 també pot indicar que hi hauria dificultats si el país no produís els recursos necessaris per a l'alimentació i l'educació, així com oportunitats de feina. Per altra banda, una taxa inferior a 2,0 indica que la població disminueix i envelleix (la mediana d'edat augmenta). Això pot indicar problemes ja que la força laboral és cada vegada més petita, produint menys recursos per a un percentatge elevat de població jubilada.
Tanmateix, aquesta taxa depèn de l'índex de masculinitat (ràtio d'homes i dones) i de la taxa de mortalitat, en especial de la mortalitat infantil. La taxa de reemplaçament de la majoria dels països desenvolupats és de 2,1 naixements per dona, però s'eleva a 2,5 o 3,3 en alguns països en vies de desenvolupament, a causa de les altes taxes de mortalitat. A nivell mundial, la taxa de reemplaçament actual és de 2,33 fills per dona; amb aquesta taxa, el creixement poblacional seria nul. Les taxes de fertilitat més elevades són de països d'Àfrica (superiors a 2,0) i les més baixes són de països d'Europa Occidental (inferiors a 2,0). De fet, si la tendència no canvia, la població europea disminuirà dramàticament els següents 50 anys.
Cal esmentar que aquesta estadística, com totes les estadístiques demogràfiques, ha d'estudiar-se en conjunt amb les altres. És a dir, una taxa de fertilitat superior a 2,0 fills per dona no necessàriament implica una taxa de creixement poblacional elevada, si la taxa de mortalitat infantil és molt elevada també.

## Fórmula
Per a calcular la fecunditat d'una franja d'edat de la població femenina, s'ha de dividir el nombre de naixements totals d'aquella edat pel nombre de dones d'aquella edat, i després multiplicar-ho per mil:
{\displaystyle F_{x}={\frac {naixements}{dones_{x}}}\times 1000}

## Llista de països per taxa de fecunditat
Dades de la CIA
| nr. | Pais                           | Taxa de fecunditat (2009) |
| --- | ------------------------------ | ------------------------- |
| 1   | Níger                          | 7,75                      |
| 2   | Mali                           | 7,29                      |
| 3   | Uganda                         | 6,77                      |
| 4   | Afganistan                     | 6,53                      |
| 5   | Burundi                        | 6,33                      |
| 126 | Estats Units                   | 2,05                      |
| 133 | França                         | 1,98                      |
| 159 | Xina                           | 1,79                      |
| 160 | Austràlia                      | 1,78                      |
| 161 | Luxemburg                      | 1,78                      |
| 162 | Noruega                        | 1,78                      |
| 163 | Xipre                          | 1,78                      |
| 190 | Portugal                       | 1,40                      |
| 195 | Bulgària                       | 1,41                      |
| 196 | Rússia                         | 1,41                      |
| 197 | Alemanya                       | 1,41                      |
| 200 | Suïssa                         | 1,39                      |
| 206 | Andorra                        | 1,33                      |
| 207 | Itàlia                         | 1,31                      |
| 208 | Espanya                        | 1,31                      |
| 221 | Illes Mariannes Septentrionals | 1,15                      |
| 222 | Taiwan                         | 1,14                      |
| 223 | Singapur                       | 1,09                      |
| 224 | Hong Kong                      | 1,02                      |
| 225 | Macau                          | 0,91                      |